# Танезруфт
Танезруфт (бербер.: Taneẓṛuft (земля страха и жажды); араб. تنزروفت‎) — песчано-каменистая пустыня в Сахаре на территории южного Алжира и северного Мали, одно из самых безжизненных мест на Земле. Максимальная высота 362 м.
Плато Танезруфт, западное продолжение гор Хоггар, составляет западное звено кольца куэстовых гряд (тассили), выработанных в моноклинально залегающих осадочных породах, приподнятых по склонам Ахаггара и Тибести. Область представляет собой хамаду, подстилаемую кристаллическими водонепроницаемыми породами.
Безводность региона объясняется быстрым испарением осадков в тонком слое щебня.
Населённые пункты — Таоденни и Тагаза, являющиеся центрами добычи каменной соли и лежавшие на пути караванов туарегов.
По территории пустыни проходит ответвление Транссахарского шоссе (участок Бешар (Алжир) — Гао (Мали)).
Население малочисленно и представлено в основном туарегами.
В гроте Ин-Эззан в центре пустыни Танезруфт были найдены наскальные рисунки.
13 февраля 1960 в оазисе Регган французы провели испытание своего первого ядерного заряда мощностью 70 килотонн («Синий тушканчик»).